# Urson
Urson (Erethizon) – rodzaj ssaka z podrodziny ursonów (Erethizontinae) w obrębie rodziny ursonowatych (Erethizontidae).

## Nazwa zwyczajowa
We wcześniejszej polskiej literaturze zoologicznej nazwa „urson” była używana do oznaczania gatunku Erethizon dorsatum. W wydanej w 2015 roku przez Muzeum i Instytut Zoologii Polskiej Akademii Nauk publikacji „Polskie nazewnictwo ssaków świata” gatunkowi nadano nazwę urson amerykański, rezerwując nazwę urson dla rodzaju tych ursonowatych.

## Zasięg występowania
Rodzaj obejmuje jeden żyjący współcześnie gatunek występujący w Ameryce Północnej.

## Charakterystyka
Długość ciała (bez ogona) 600–1300 mm, długość ogona 160–250 mm, długość tylnej stopy 75–110 mm; masa ciała 5–12 kg.

## Systematyka
Rodzaj zdefiniował w 1823 roku francuski przyrodnik Frédéric Cuvier na łamach Mémoires du Muséum d’Histoire Naturelle. Cuvier wymienił dwa gatunki – Hystrix dorsata Linnaeus, 1758 i Erethizon Buffonii F. Cuvier, 1823 (= Hystrix dorsata Linnaeus, 1758) – z których gatunkiem typowym jest urson amerykański (E. dorsatum).

### Etymologia
- Erethizon (Eretizon, Erethison, Erithizon, Eretison, Erythizon): gr. ερεθιζω erethizō ‘ekscytować się, irytować’[13].

### Podział systematyczny
Do rodzaju należy jeden występujący współcześnie gatunek:
- Erethizon dorsatum (Linnaeus, 1758) – urson amerykański

Opisano również gatunki wymarłe na terenie dzisiejszych Stanów Zjednoczonych:
- Erethizon bathygnathum R.W. Wilson, 1935[16] (plejstocen)
- Erethizon cascoense (J.A. White, 1970)[17] (pliocen)